# Presó Municipal d'Ademús
La Presó Municipal és un edifici civil situat a la vila d'Ademús, País Valencià.

## Situació
La Presó Municipal s'aixeca darrere de la Casa de la Vila, al Carrer Empedrat, que puja en direcció al Castell.

## Descripció
És un edifici que té planta baixa i tres plantes superiors, tot i que originalment només tenia una planta superior. La resta van ser construïdes a la dècada de 1950, en una ampliació.
De la planta baixa destaca la façana, amb arc de mig punt, així com l'interessant escut que hi ha sobre, que mostra l'any de la seva construcció, 1567.

## Història
Es tracta d'un edifici aixecat a l'últim terç del segle xvi, durant el regnat de Felip II d'Espanya. A més de les funcions de presó, també va ser seu de part de l'arxiu municipal, com també va servir d'habitatge de l'agutzil.
Més recentment, a la segona meitat del segle xx, es va utilitzar com a escola, i finalment, central telefònica. Actualment és la seu de la Sala Municipal d'Exposicions Temporals.